# Aktuelle Stunde (televisieprogramma)
Aktuelle Stunde is een nieuwsbulletin van 40 minuten van de Duitse omroep WDR. De eerste uitzending was op 3 januari 1983. Het programma wordt dagelijks uitgezonden voor de uitzending van de Tagesschau, dat te zien is bij de ARD en alle regionale omroepen, waaronder de WDR.
Korte nieuwsuitzendingen worden gemaakt onder de noemer WDR aktuell en extra uitzendingen bij calamiteiten onder de noemer WDR Extra.